# Dominique Pire
Georges Charles Ghislain Clement Pire O.P. (Dinant, provincia de Namur, 10 de febrero de 1910-Lovaina, provincia del Brabante Flamenco, 30 de enero de 1969) fue un religioso y sacerdote dominico belga galardonado con el Premio Nobel de la Paz de 1958.

## Biografía
Nació en Bélgica en 1910, y pronto huyó a Francia con su familia ante la invasión alemana durante la Primera Guerra Mundial. Sintiendo de joven la llamada de Dios, entró en el noviciado y emitió los votos religiosos como dominico en 1932, tomando el nombre de "Dominique Pire". Continuó estudiando teología y ciencias sociales en la Universidad Dominica Angelicum de Roma. Se doctoró en 1934 y se trasladó al Monasterio de La Sarthe, en la población belga de Huy donde ayudó a las familias más necesitadas. 
Durante la Segunda Guerra Mundial, Pire sirvió de capellán en la resistencia belga y participó activamente ayudando a pasar de contrabando pilotos aliados hacia fuera del país, una tarea que le fue reconocida después de la guerra por su país.

### Activismo social
En 1949 comenzó a preocuparse por los refugiados de la posguerra, escribiendo un libro (Du Rhin au Danube avec 60,000 D. P.) hablando sobre el tema. Así fundó el 'Europe du Coeur au Service du Monde, una organización de ayuda al refugiado. Gracias a las ayudas recaudadas consiguió construir una serie de campos para auxiliar a los refugiados provenientes de Austria y Alemania. A pesar de ser un religioso, Pire rechazó mezclar su fe personal con su tarea social, cosa que no siempre comprendieron sus superiores eclesiásticos.
En 1958 el Instituto Nobel le recompensó con el Premio Nobel de la Paz «por el liderazgo de "L'Europe du Coeur au Service du Monde"».
Después de ser galardonado con el Premio Nobel, Pire ayudó a crear una Université de Paix (Universidad de la Paz) para poder hacer entender la comprensión global. Posteriormente fundó la organización Îles de paix (Islas de la Paz), una ONG dedicada al desarrollo de las poblaciones rurales en países en vías de desarrollo, iniciando sus actividades en Bangladés en 1962 y en la India en 1968. 
Pire murió en 1969 de complicaciones postoperatorias.